# Elkšķene (stacja kolejowa)
Elkšķene (ros. Элкшкене) – stacja kolejowa w miejscowości Elkšķene, w gminie Windawa, na Łotwie. Położona jest na linii Windawa - Tukums.